# Serge Gagnier
Pour les articles homonymes, voir Gagnier.
Serge Gagnier, né en 1975, est un enseignant au primaire, didacticien des sciences et auteur québécois. 
Il est cofondateur du FAB LAB AST, le premier Fab Lab installé dans une école primaire au Canada. Sur son blogue Classe de sciences, il partage des projets scientifiques et techno-créatifs qu'il a créés pour ses élèves. À différents moments de ces situations d'apprentissage, les élèves doivent recourir à la littérature jeunesse de vulgarisation scientifique pour faire évoluer les démarches d'investigation scientifiques. Convaincu de la place importante que doivent prendre les sciences, les technologies et la littérature de vulgarisation scientifique au primaire, il a créé le groupe Facebook Science au primaire et il collabore en tant que chroniqueur à la revue de littérature jeunesse Le Pollen à travers sa chronique "Science! On lit!". En plus d'avoir écrit deux livres de vulgarisation scientifique, il participe en tant qu'expert auprès de différents médias québécois.

## Éducation
Serge Gagnier détient un baccalauréat en biochimie, un baccalauréat en enseignement des sciences au secondaire, une maîtrise en éducation et un doctorat en didactique des sciences de l'Université de Montréal,.

## Publications
Serge Gagnier a publié deux livres reliés aux sciences. Sa première publication, Qui hiberne, qui hiverne: une aventure animale au Québec, achevée en 2004, concerne la capacité d'adaptation des animaux au Québec. La deuxième édition du livre est parue en octobre 2007. Son deuxième livre, La vie, sport extrême, a été publié en 2008, concerne l'adaptation des humains, des animaux et des végétaux pour survivre et pouvoir se reproduire. Serge Gagnier décrit très bien son livre en écrivant : "Résister, c'est la loi, mais c'est du sport!" Plusieurs scientifiques et aventuriers ont été consultés lors de la conception des livres. Parmi ceux-ci, il y avait Jason Rodi, un alpiniste ; Hubert Reeves, un astrophysicien ; Tom Hudson, un généticien ; Pierre Dansereau, un écologiste ; et Georges Brossard, un entomologiste. De plus, André Cyr, un ornithologue et professeur à l'Université de Sherbrooke, a assuré la révision scientifique des deux bouquins.